# Carpetbaggers

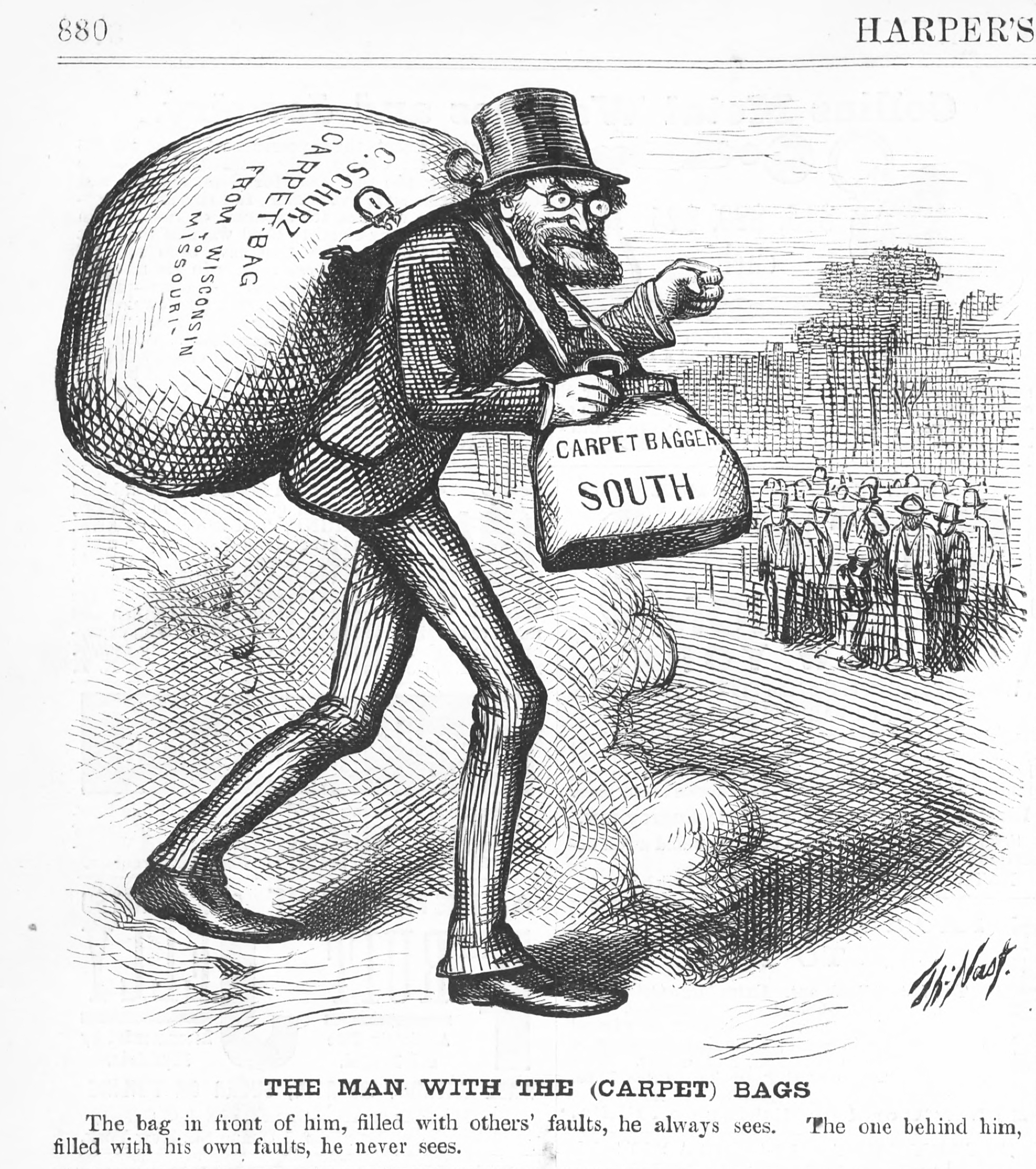
Carl Schurz caracteritzat com un carpetbagger.

El terme carpetbagger va néixer als Estats Units d'Amèrica en el segle xix, com una denominació política pejorativa. Es va aplicar originalment després de la guerra de Secessió, als del nord que es mudaven als estats del sud, entre 1865 i 1877. La denominació derivava del terme bossa de catifa, o carpet bag, que era una manera barata de construir una maleta a partir d'una catifa vella. Inicialment, el terme portava la connotació d'algú que només està interessat a explotar un territori, sense la intenció última d'establir-s'hi definitivament. Els Carpetbaggers eren blancs de les tàctiques intimidatòries del primer Ku Klux Klan, entre 1865 i 1871. A partir de 1900, el terme es va utilitzar per denominar els cuneros, polítics que busquen treure avantatges en territoris aliens.